# インド・ルピー
インド・ルピー（भारतीय रुपया）は、インドの通貨の単位のひとつである。英字では「Rs」と、ISO 4217では「INR」と表示される。インド・ルピー通貨の発行はインド準備銀行が実施している。補助単位として「パイサ（単数：Paisa、複数：Paise）」があり、1ルピー=100パイサである。2010年7月15日「Rs」に代わる通貨記号として「₹（）」の採用を決めた。

## 歴史

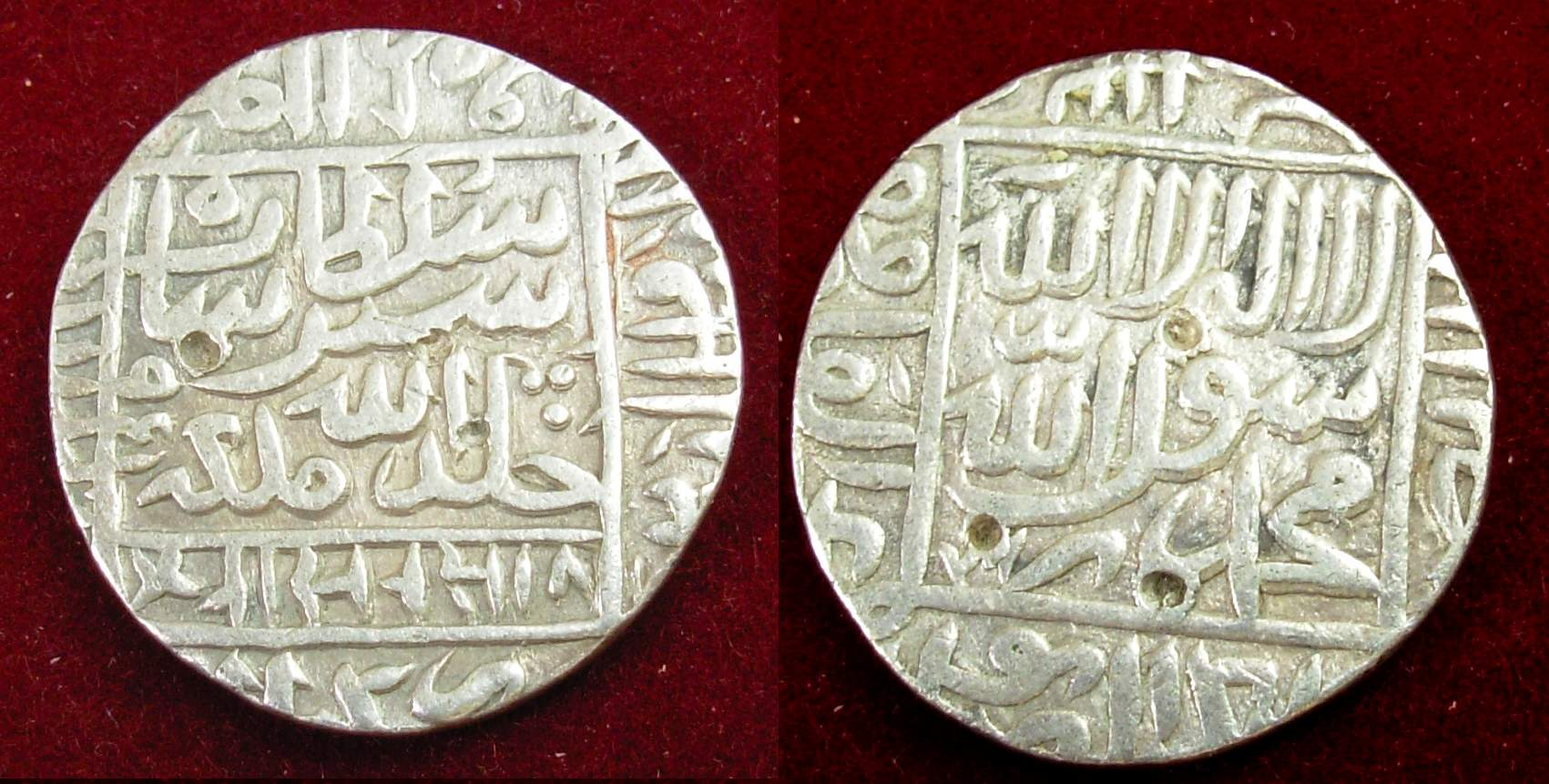
シェール・シャーによって発行されたルピー銀貨

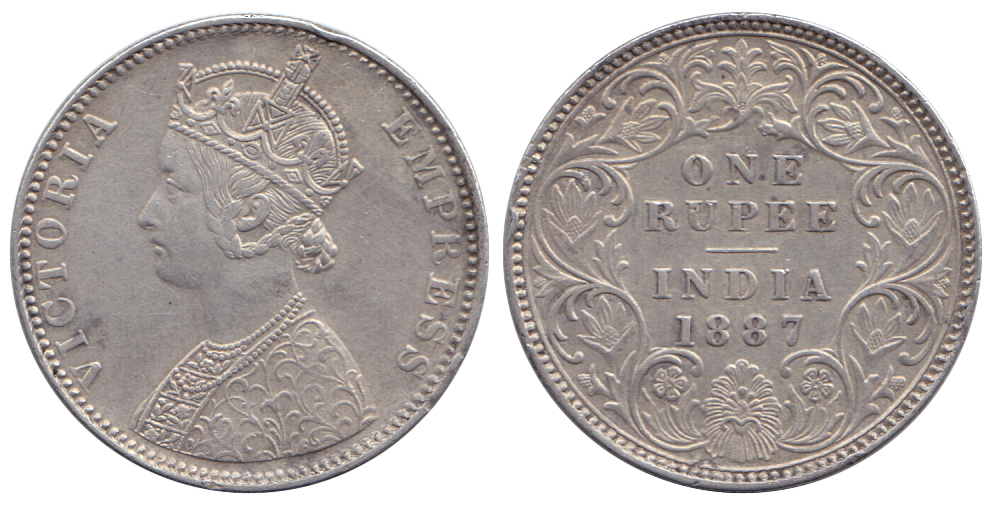
ルピー、1887年-イギリス領インド、ビクトリア。 銀

インドでは、古代から銀貨が鋳造・流通されていたが、現在のルピーの基となった銀貨は、16世紀前半にスール朝を創始したシェール・シャーによって発行されたもの（銀175グレイン＝約11.34g）が最初とされている。このルピー銀貨はその後のムガル帝国でも広く流通し、ムガル帝国などと貿易を行っていたイギリス東インド会社もルピー銀貨と等価の硬貨を発行・流通させた。
インドを統治することになったイギリスは、1835年に至り全インドの通貨体系を1ルピー＝16アンナ＝64パイサ＝192パイに一本化させて新たに銀貨を発行させたものの、その後は銀本位制から金本位制への転換が進む中で価値が下落してインド経済に打撃を与えたり、また第一次世界大戦で銀地金が不足した時期には兌換紙幣を発行してこれを通貨に充てたこともあった。
独立後の1957年に、1ルピー＝100ナヤパイサ（1964年以降はパイサ）が、現行の通貨体系となった。

### 電子決済
2016年11月8日に、ナレンドラ・モディ首相が高額紙幣の停止を発表後、新札への移行がスムーズに行ったとは言えず、100ルピーへの需要が集中し、混乱が生じた。そのため、銀行口座開設と携帯電話による電子決済（Paytm、MobiKwik、GoogleTez (ソフトウェア)、Mペサ、BHIM、Airtel Indiaなど）電子マネーが流行・普及した。

## ルピー記号

ルピー記号

2009年3月にインド政府はルピー記号のデザイン公募を発表。2010年予算審議の際ムカージー財務大臣は「新しい通貨記号はインドの文化的特徴を表すものになるだろう」と述べた。最終的に5案に絞られ、2010年7月に内閣がインド工科大学出身のデザイナー、クマル案の「₹」に決定し発表した。
新通貨記号は、デーヴァナーガリー文字の「र」とローマ字の「R」の縦棒を除いたものの合成。2本の横棒がインド国旗の三色の横縞を引喩するとともに、「=（イコール）」記号として国内の経済格差を縮小させようとする国家目標をも示している。
インド政府としては、発表後6ヶ月で国内に浸透させ、その後18ヶ月から24ヶ月で国際的にも浸透させる狙いである。
これまでルピーを示す記号としては、通常「Rs.」「Re.」「रू」などが使われていた。
なお、この新しいルピーの記号であるが、インドの伝統的な思想「ヴァーストゥ・シャーストラ」では「首をかき切る」ような形をしているとされ、これが2010年以降のインドの経済の停滞を招いていると一部で批判がある。

## 紙幣

### 「マハトマ・ガンディー」シリーズ
1996年に発行開始され、現在流通している紙幣は「マハトマ・ガンディー」シリーズと呼ばれる。5ルピー、10ルピー、20ルピー、50ルピー、100ルピー、200ルピー、500ルピー、2000ルピーの8種がある。17カ国語（英語とヒンディー語が表面、残りの15カ国語が裏面）で額面の記載がある。
後述の2016年の高額紙幣廃止によってそれまで流通していた1000ルピーが廃止され、500ルピーは新札となり、新たに2000ルピー札が発行された。新札には偽造防止技術が付加されており、従来の透かしなどに加え、セキュリティー・スレッド、潜像、パールインク、マイクロ文字、表裏透過レジストレーション、ユーリオンなどが採用されている。又、額面ごとにサイズが異なるのも特徴である。その後2017年から2018年にかけて10, 50, 100ルピー札にも新札が登場し、200ルピー札も新たに発行された。2018年9月現在では新旧の紙幣が混在して流通している。

### 無効になった高額紙幣
インド標準時の2016年11月8日午後8時に、ナレンドラ・モディ首相が、突如「インドに蔓延している汚職と脱税の根絶を目的」として、1,000ルピー紙幣（当時の為替レートでは日本円で1,600円）と500ルピー紙幣（同日本円で800円）の流通差止を命じ、4時間後の11月9日午前0時（日本標準時同3時30分）以降、これら2種類の紙幣は、法定通貨としての効力を失うと、インド国営テレビ局(DDTV)を通じて宣言した。この発表により、銀行やATMに通貨交換を求めて国民が殺到した。ただし、2016年12月30日までは、銀行や郵便局で旧紙幣（旧500ルピー紙幣・旧1000ルピー紙幣）の交換を受け付け、11月10日以降にインド準備銀行が、新たに新500ルピー紙幣・新2,000ルピー紙幣を発行するとしている。
突然の『高額紙幣無効』を宣告したのは、脱税目的で銀行口座に預金せず、現金のまま自宅の貯金箱や金庫（=日本で言う「タンス預金」の状態）で保有している、富裕層の隠し資産を炙り出す狙いがあり、銀行口座を介さないインドの地下経済は、推定で国内総生産の20～45％（バンク・オブ・アメリカ、メリルリンチ）又は17.89%（2015年時点、国際通貨基金の推定値）に及ぶと試算されている。
2023年5月19日にはインド準備銀行が2,000ルピー紙幣（同日本円で3,300円）の流通停止を発表し、法定通貨としては引き続き使用可能なものの同年9月末までに他の紙幣への両替や預金を推奨するとした。

### 使用言語
インドでは公用語が多数に渡るため、紙幣の言語には、表面にヒンディー語・英語、裏面には、アッサム語・ベンガル語・グジャラート語・カンナダ語・カシミール語・コンカニ語・マラヤーラム語・マラーティー語・ネパール語・オリヤー語・パンジャーブ語・サンスクリット・タミル語・テルグ語・ウルドゥー語の合計「17言語の言葉」で書かれている。

### 実情
市民には、未だ銀行口座を持たない者も一定数存在するため、需要に対して流通量が足りているとは言えず、少額の買い物に対して高額紙幣で決済しようとすると、使用を断られることも少なくない。
日本のように、釣銭がきっちりと用意されているような場所は稀で、商店や交通機関の支払いなど市民生活に於いては、100ルピー以下の額面が多く利用されている。1の位=硬貨のお釣りも省略される場合も多い。これは、前述の電子決済が広く普及する一因にもなっている。
ブータン王国の通貨であるニュルタムは、インド・ルピーとの固定相場制を採用している。そのためブータン国内ではインド・ルピー紙幣が普通に流通しており、両通貨が混在した形での決済も当たり前に行われている。

### 紙幣デザイン
| デザイン | デザイン | 額面       | サイズ      | 色                   | モチーフ             | モチーフ                       | モチーフ             | 発行年                   | 流通の有無 |
| 表面     | 裏面     | 額面       | サイズ      | 色                   | 表面                 | 裏面                           | その他               | 発行年                   | 流通の有無 |
| -------- | -------- | ---------- | ----------- | -------------------- | -------------------- | ------------------------------ | -------------------- | ------------------------ | ---------- |
|          |          | 1ルピー    | 97 × 63 mm  | グリーン及びピンク   | 1ルピーコイン        | サガル・サムラート             | アショーカの尖塔     | 2020年                   | 限定的     |
|          |          | 5ルピー    | 117 × 63 mm | グリーン             | マハトマ・ガンディー | トラクター                     | マハトマ・ガンディー | 2002年 / 2009年          | 限定的     |
|          |          | 10ルピー   | 123 x 63 mm | チョコレートブラウン | マハトマ・ガンディー | コナーラクのスーリヤ寺院       | マハトマ・ガンディー | 2005年 / 2018年          | 広域       |
|          |          | 20ルピー   | 129 × 63 mm | イエロー             | マハトマ・ガンディー | エローラ石窟群                 | マハトマ・ガンディー | 2019年                   | 広域       |
|          |          | 50ルピー   | 135 × 66 mm | アクア               | マハトマ・ガンディー | ハンピとチャリオット           | マハトマ・ガンディー | 1997年 / 2005年 / 2017年 | 広域       |
|          |          | 100ルピー  | 142x66 mm   | ラベンダー           | マハトマ・ガンディー | ラーニー・キ・ヴァーヴ         | マハトマ・ガンディー | 2018年                   | 広域       |
|          |          | 200ルピー  | 146 × 66 mm | ブライトイエロー     | マハトマ・ガンディー | サーンチーの仏教建築物群       | マハトマ・ガンディー | 2017年                   | 広域       |
|          |          | 500ルピー  | 150 × 66 mm | ストーングレイ       | マハトマ・ガンディー | 赤い城                         | マハトマ・ガンディー | 2016年                   | 広域       |
|          |          | 2000ルピー | 166 × 66 mm | マゼンタ             | マハトマ・ガンディー | マーズ・オービター・ミッション | マハトマ・ガンディー | 2016年                   | 広域       |
|          |          |            |             |                      |                      |                                |                      |                          |            |

## 硬貨
現在流通している硬貨の額面は、50パイサ・1ルピー・2ルピー・5ルピー・10ルピー・20ルピーの6種類であるが、このうち50パイサの流通は稀である。50パイサ未満の額面の硬貨は現在全て法的価値を失っている。硬貨のデザインは数年ごとというスパンで何度も変更されている。2011年版以降のデザインの硬貨の材質については、50パイサ・1ルピー・2ルピーがステンレス、5ルピーがニッケル黄銅、10ルピー・20ルピーがバイメタル貨となっている。

## 為替レート
| 対ドル |  | 対円 |
| 対ドル |  | 対円 |